# 추상과 구체
형이상학에서 추상과 구체의 구별은 두 가지 유형의 실체 사이의 구분을 의미한다. 많은 철학자들은 이 차이가 근본적인 형이상학적 의미를 갖는다고 주장한다. 구체적 존재자의 예로는 식물, 인간, 행성 등이 있으며 숫자, 집합 및 명제는 추상적인 존재자이다. 구체성과 추상성의 특징적인 표시가 무엇인지에 대한 일반적인 합의가 없다. 제안에는 (1) 시공간 내부 또는 외부의 존재, (2) 원인과 결과가 있는지 여부, (3) 우발적이거나 필연적인 존재 여부, (4) 특수하거나 보편적인 것과 (5) 육체적 또는 정신적 영역 중 하나에 속하거나 둘 다에 속하지 않는다. 이러한 관점의 다양성에도 불구하고 대부분의 대상이 추상적인지 구체적인지에 대해 폭넓은 합의가 이루어지고 있다.

## 같이 보기
- 유명론
- 관측
- 수리철학
- 플라톤주의
- 현재
- 보편 논쟁
- 자기 (심리학)
- 보편